# Gastrimargus mirabilis
Gastrimargus mirabilis är en insektsart som beskrevs av Boris Petrovich Uvarov 1923. Gastrimargus mirabilis ingår i släktet Gastrimargus och familjen gräshoppor. Inga underarter finns listade i Catalogue of Life.